# Kalorija
Kaloríja (oznaka cal) je fizikalna enota za energijo, določena kot toplota, potrebna, da se en gram vode pri tlaku 1 atmosfere segreje za 1 °C. Ker je specifična toplota vode odvisna od temperature, ni vseeno, pri kakšni temperaturi segrevamo vodo za eno stopinjo. V praksi se je uveljavilo pet različnih definicij, ki pa so vse uporabljale naziv »kalorija«:
- kalorija, definirana pri 15 °C
- kalorija, definirana pri 4 °C
- povprečna kalorija v območju 1 °C – 100 °C
- »mednarodna kalorija«, določena z Mednarodno parno tabelo
- »termokemijska kalorija«

Kalorija, definirana pri 15 °C, je določena kot toplota, potrebna, da en gram vode segrejemo pri atmosferskem tlaku od temperature 14,5 °C do 15,5 °C, in je približno enaka 4,1855 J. Mednarodna kalorija je približno enaka 4,1868 J, termokemijska kalorija pa 4,184 J.
Mednarodni sistem enot uvršča tudi zaradi omenjene zmede kalorijo med nedovoljene enote in namesto nje predlaga rabo enote joule.